# Lucía Figar
Lucía Figar de Lacalle (Madrid, 4 de febrero de 1975) es una política española del Partido Popular, consejera de los ejecutivos autonómicos de Esperanza Aguirre y de Ignacio González en la Comunidad de Madrid entre 2005 y 2015 y diputada de la Asamblea de Madrid entre 2007 y 2015. Cesó como consejera de Educación, Juventud y Deporte en junio de 2015, al presentar su dimisión tras ser imputada en la Operación Púnica También ha desempeñado el cargo de secretaria ejecutiva de Comunicación del Partido Popular de Madrid.

## Biografía
Afiliada al Partido Popular, tras licenciarse en Ciencias Económicas y Empresariales por el Colegio Universitario de Estudios Financieros (CUNEF, adscrito a la Universidad Complutense), en 1998, se integró en el equipo del entonces Presidente del Gobierno, José María Aznar, como asesora en el Departamento de Asuntos Institucionales de su Gabinete, trabajando con Alejandro Agag.
Un año después accedió al cargo de directora del Gabinete del Secretario General del Partido Popular Europeo, Alejandro Agag. En junio de 2000 regresó a la Administración española para asumir el cargo de directora de Gabinete del Secretario de Estado de Organización Territorial del Ministerio de Administraciones Públicas, Gabriel Elorriaga.
Llegó a asesora juvenil del Gabinete de la Presidencia del Gobierno entre 1998 y 1999, en la segunda línea de la política, como jefa de Gabinete del secretario de Estado de Organización Territorial y secretaria general de Asuntos Sociales, a las órdenes del entonces ministro de Trabajo, Eduardo Zaplana.
En 2003, con 28 años, accedió a la Secretaría General de Asuntos Sociales en el Ministerio de Trabajo y Asuntos Sociales, con lo que se convirtió, en aquel momento, en la persona más joven en la historia de la Administración española en alcanzar un cargo de tal rango (superada posteriormente por Leire Pajín, Secretaria de Estado de Cooperación con 27).
Tras las elecciones generales de 2004 Esperanza Aguirre le pidió que se integrase en su Gabinete. En 2005 fue nombrada jefa de la recién creada Agencia para la Inmigración de la Comunidad de Madrid, con rango de consejería, y en 2007 accedió al cargo de Consejera de Educación.
Durante los gobiernos de Esperanza Aguirre, llegó a ejercer, en calidad de su cargo como consejera de Educación, la presidencia del patronato de la Fundación Cardenal Cisneros, dependiente de la Comunidad de Madrid y titular del Centro de Enseñanza Superior Cardenal Cisneros.
En 2011 se reduce el número de consejerías de la Comunidad de Madrid y Lucía Figar asume el mando de la nueva consejería unificada de Educación y Empleo de la Comunidad de Madrid.
El 29 de septiembre de 2012, en la remodelación del gobierno provocada por la toma de posesión del nuevo presidente, Ignacio González, Figar pierde las competencias sobre Empleo y recibe las de Deportes y Juventud, que se suman a Educación.

## Consejera de Educación
En 2007 aprobó la privatización del Colegio Miguel Ángel Blanco, adjudicando su gestión a una Unión Temporal de Empresas (UTE) sin ninguna experiencia en el sector educativo, y posteriormente declarada ilegal por el Tribunal Superior de Justicia de Madrid. La respuesta de la consejera fue una nueva supresión del centro, que fue nuevamente declarada ilegal por el mismo tribunal. Esta decisión provocaría la convocatoria de una jornada de huelga secundada por el 80 % de los profesores del municipio.
Como Consejera de Educación extendió el programa de enseñanza bilingüe que la Comunidad de Madrid puso en marcha en el curso 2004/2005. Se trata de un programa en el que los alumnos reciben entre el 30 % y el 50 % de las clases en inglés. En el curso 2010/2011 comenzaron a funcionar los primeros institutos bilingües, una vez que los primeros alumnos de estos colegios finalizaron sus estudios de Educación Primaria. El curso 2013/2014 la Comunidad de Madrid contará con 403 centros públicos bilingües, con 313 colegios y 90 institutos.
En julio de 2011 los sindicatos denunciaron la no renovación de más de 3000 profesores interinos como resultado de elevar de 18 a 20 horas el horario lectivo de los docentes de secundaria. La consejería redujo esa cifra a menos de mil y justificó la medida argumentando que en momentos de crisis no podía contratar interinos "mientras los funcionarios trabajan menos horas de las que recomienda la ley estatal". Esto provocó las movilizaciones conocidas como Marea Verde.
En 2012 impulsó el "Programa de Excelencia en Bachillerato" destinado a "los alumnos que finalicen la Educación Secundaria Obligatoria con un buen expediente académico y que deseen cursar el Bachillerato con un alto nivel de exigencia". El programa se lleva a cabo a través de centros de excelencia y aulas de excelencia, y se dirige a alumnos que quieran cursar un Bachillerato con alto nivel de exigencia y que terminen la Educación Secundaria Obligatoria con un buen expediente académico.
El programa se inició como piloto en el Instituto San Mateo y en el curso 2012/2013 se amplió a otros cinco centros de la región. La primera promoción del Bachillerato de Excelencia terminó el curso con una nota media de 8,2 puntos.
Ese mismo curso, 2012/2013, cerró doce centros escolares públicos. Así mismo, financió colegios concertados que ofrecen educación diferenciada.

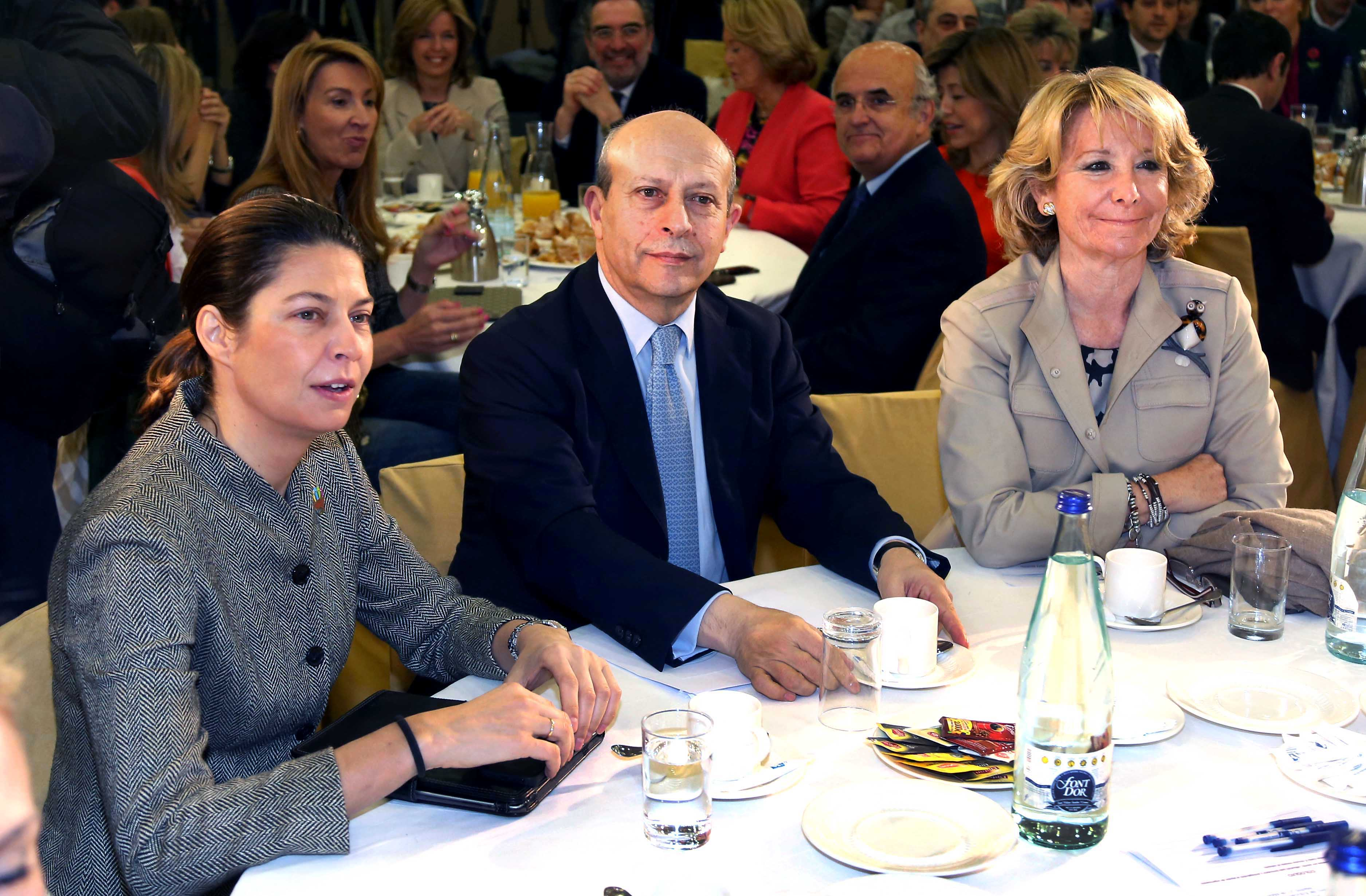
Figar —a la izquierda de la fotografía— en 2013, acompañada de José Ignacio Wert y Esperanza Aguirre.

En 2013 se puso en marcha la libertad de elección de centro escolar sostenido con fondos públicos mediante la eliminación de las zonas de escolarización, permitiendo a los padres elegir colegio para sus hijos en toda la Comunidad de Madrid, y ofreciéndoles la información relevante referida a estos centros, incluyendo los resultados obtenidos en las pruebas externas.
Algunas asociaciones de padres y sindicatos han denunciado que la desaparición unos años atrás de la adscripción de Escuelas Infantiles con Escuelas Primarias, recuperada en el decreto de libre elección de 2013, provocó la caída de las matrículas y el cierre de algunos centros públicos, mientras se abrían centros concertados.
Fue criticada en 2014 por firmar en un marco de duros recortes, una ayuda de guardería para sí misma por valor de 1100 euros anuales para su familia que ingresa 125 000 euros anuales, aunque en principio estas estarían dentro de los parámetros legales establecidos por su misma consejería.
En diciembre de 2014, la Fiscalía solicitó, por la condición de aforada de Figar, al Tribunal Superior de Justicia de Madrid la admisión de una querella por prevaricación.
En junio de 2015, el juez de la Audiencia Nacional Eloy Velasco la llamó a declarar, como investigada, dentro de la investigación de la Operación Púnica, por los delitos de malversación y prevaricación. Según estas mismas fuentes se le acusa de contratar con el empresario Alejandro de Pedro por 80 000 euros para financiar distintas campañas de apoyo a su acción de gobierno, por ejemplo, la gestión de su blog personal.
El 4 de junio de 2015, Lucía Figar dimitió de su cargo de consejera de Educación, Juventud y Deportes de la Comunidad de Madrid, tras haber sido imputada en el caso Púnica. El 8 de junio, el anuncio de su cese fue publicado en el Boletín Oficial de la Comunidad de Madrid, siendo sucedida por Manuel Pérez Gómez, hasta ese momento Viceconsejero de Organización Educativa.

## Vida personal
Es hija del constructor Arturo Figar Velasco, accionista mayoritario de Obras Subterráneas S.A. (OSSA), y nieta por parte materna de Gonzalo de Lacalle Leloup, que fue alcalde de Vitoria entre 1951 y 1957, por tanto sobrina-nieta de Álvaro de Lacalle Leloup.
Está casada desde 2005 con el también político del Partido Popular Carlos Aragonés, que fuera director de Gabinete de José María Aznar en su etapa de presidente del Gobierno español, y con el que tiene tres hijas.